# Edward George Boulenger
Edward George Boulenger (* 8. Mai 1888; † 30. April 1946) war ein britischer Herpetologe. Als langjähriger Direktor des Londoner Zoo-Aquariums war er maßgeblich an dessen Aufbau beteiligt.

## Leben
Edward George Boulenger war der Sohn des Herpetologen und Ichthyologen George Albert Boulenger. Nach dem Abschluss der St. Paul’s School wurde Boulenger im Jahr 1911 Kurator im Reptilienhaus im London Zoo. Während des Ersten Weltkriegs diente er als Beobachter in der Ballon-Abteilung des Royal Flying Corps. 1924 wurde er Direktor des neueröffneten Meerwasser- und Süßwasser-Aquariums der Zoological Society of London, dessen Entwurf und Aufbau er seit 1921 tatkräftig unterstützt hatte. 1923 übernahm die Herpetologin Joan Beauchamp Procter Boulengers Kuratorenposten im Reptilienhaus. Als sie 1931 verstarb, wurde Burgess Barnett (1888–1944) ihr Nachfolger, bis Boulenger 1938 erneut die Leitung des Reptilienhauses übernahm. Nach Ausbruch des Zweiten Weltkriegs diente Boulenger als Major im Generalstab des War Office. 1943 trat er von seinem Direktorenposten zurück.
Wie andere Gebäude des Londoner Zoos wurde auch das Aquarium während des Krieges durch Bomben beschädigt. Die Süßwasserabteilung konnte noch zu Boulengers Lebzeiten wiederhergestellt werden, die Meerwasser- und Tropenabteilungen wurden jedoch erst nach seinem Tod wieder aufgebaut.
Wie sein Vater war Boulenger ein guter Linguist. Er sprach sowohl Französisch als auch Deutsch. Dies kam ihm vor allem zugute, als er wegen der Neuerwerbungen für das Reptilienhaus und das Aquarium mehrere Reisen auf das europäische Festland unternahm. Ferner war Boulenger als Autor tätig. Zu seinen bekanntesten Werken zählen A Naturalist at the Dinner Table (1927), A naturalist at the zoo (1927), Animal mysteries (1927), Fishes (1931), The Aquarium (1933), Searchlight on animals (1936) und Apes and monkeys (1936).